# Paco Montañés
Francisco "Paco" Montañés Claverías (ur. 8 października 1986 w Castellón de la Plana) – piłkarz hiszpański grający na pozycji prawego pomocnika. Od 2014 roku jest zawodnikiem klubu RCD Espanyol.

## Kariera piłkarska
Swoją karierę piłkarską Montañés rozpoczął w klubie FC Barcelona. W 2004 roku zaczął grać w zespole FC Barcelona C, a następnie także w FC Barcelona B. 13 maja 2006 zadebiutował w pierwszym zespole Barcelony w Primera División w przegranym 2:3 wyjazdowym meczu z Sevillą. W tamtym sezonie wywalczył z Barceloną tytuł mistrza Hiszpanii.
W 2007 roku Montañés odszedł z Barcelony do Villarrealu, gdzie grał w rezerwach tego klubu. W sezonie 2009/2010 występował w Ontinyent CF w Segunda División B. Z kolei latem 2010 przeszedł do AD Alcorcón z Segunda División. W Alcorcónie zadebiutował 29 sierpnia 2010 w zremisowanym 1:1 wyjazdowym meczu z Albacete Balompié. W Alcorcónie był podstawowym zawodnikiem i grał w tym klubie do końca sezonu 2011/2012.
W 2012 roku Montañés przeszedł do Realu Saragossa. W Realu swój debiut zanotował 20 sierpnia 2012 w przegranym 0:1 domowym spotkaniu z Realem Valladolid. 10 listopada 2012 w domowym meczu z Deportivo La Coruña (5:3) strzelił swojego pierwszego gola w rozgrywkach Primera División.
| Sezon   | Klub           | Kraj      | Rozgrywki          | Mecze | Bramki |
| ------- | -------------- | --------- | ------------------ | ----- | ------ |
| 2004/05 | FC Barcelona B | Hiszpania | Segunda División B | 19    | 0      |
| 2004/05 | FC Barcelona C | Hiszpania | Tercera División   | ?     | ?      |
| 2005/06 | FC Barcelona   | Hiszpania | Primera División   | 1     | 0      |
| 2005/06 | FC Barcelona B | Hiszpania | Segunda División B | 20    | 0      |
| 2005/06 | FC Barcelona C | Hiszpania | Tercera División   | ?     | ?      |
| 2006/07 | FC Barcelona B | Hiszpania | Segunda División B | 8     | 0      |
| 2006/07 | Villarreal B   | Hiszpania | Segunda División B | 16    | 3      |
| 2007/08 | Villarreal B   | Hiszpania | Segunda División B | 26    | 1      |
| 2008/09 | Villarreal B   | Hiszpania | Segunda División B | 2     | 0      |
| 2009/10 | Ontinyent CF   | Hiszpania | Segunda División B | 8     | 0      |
| 2010/11 | AD Alcorcón    | Hiszpania | Segunda División   | 37    | 7      |
| 2011/12 | AD Alcorcón    | Hiszpania | Segunda División   | 38    | 9      |
| 2012/13 | Real Saragossa | Hiszpania | Primera División   | 38    | 5      |
| 2013/14 | Real Saragossa | Hiszpania | Segunda División   | 36    | 4      |
| 2014/15 | RCD Espanyol   | Hiszpania | Primera División   | 25    | 1      |
| 2015/16 | RCD Espanyol   | Hiszpania | Primera División   | 7     | 0      |
| 2016/17 | Levante UD     | Hiszpania | Segunda División   | 21    | 1      |

## Kariera reprezentacyjna
Montañés grał w reprezentacji Hiszpanii na różnych szczeblach wiekowych, od U-16 do U-23.